# ليغا برو 1991-92
ليغا برو 1991-92 (بالبرتغالية: Liga de Honra de 1991–92‏) هو موسم من ليغا برو. فاز فيه نادي إيسبينهو.